# Autographa amurica
Autographa amurica là một loài bướm đêm trong họ Noctuidae.